# Central Receiver System
I Central Receiver System sono impianti solari di grandi dimensioni. Possiamo definirli "concentratori solari". 

## Struttura
L'impianto è costituito da un parco di specchi riflettenti, detti eliostati. Gli eliostati hanno lo scopo di riflettere i raggi del sole e concentrarli in un punto comune, il ricevitore solare che è situato su una torre al centro dell'impianto. All'interno del ricevitore solare viene fatto scorrere il fluido primario (generalmente acqua) che assorbe il calore generato dalla concentrazione dei raggi solari. Attraverso un turbina l'energia termica viene trasformata in energia elettrica. 

## Il progetto PS10 e PS20
La centrale Planta Solar 20, inaugurata nel 2009 in Spagna sul modello della precedente Planta Solar 10, è la più grande centrale di questo tipo al mondo. La centrale ha una potenza di 20 MW.